# Ітімару Мідзукі
Ітімару Мідзукі (яп. 市丸 瑞希; нар. 8 травня 1997) — японський футболіст, що грав на позиції півзахисника.

## Клубна кар'єра
Протягом 2016–2019 років грав за команду «Ґамба Осака». З 2019 року захищає кольори «Ґіфу».

## Кар'єра в збірній
З 2017 року залучався до складу молодіжної збірної Японії, з якою брав участь у молодіжних чемпіонатах світу 2017.

## Титули і досягнення
- Переможець Юнацького (U-19) кубка Азії: 2016